# Федосєєв Володимир Васильович
Володимир Фєдосєєв (рос. Владимир Федосеев; 16 лютого 1995) — словенський та російський шахіст, гросмейстер від 2011 року.
Його рейтинг станом на березень 2020 року — 2678 (57-ме місце у світі, 14-те — в Росії).

## Шахова кар'єра
Багато разів брав участь у фіналах чемпіонату Росії серед юнаків у різних категоріях, зокрема здобув дві медалі: золоту (2011 — до 18 років) i срібну (2008 — до 14 років). Неодноразово представляв Росію на чемпіонатах світу i Європи серед юнаків, де здобув три медалі: золоту (Будва 2013 — чемпіонат Європи до 18 років), срібну (Кальдас-Новас 2011 — чемпіонат світу серед юнаків до 18 років) а також бронзову (Пуне 2014 — чемпіонат світу до 20 років). Окрім того, 2011 року здобув у Коджаелі золоту медаль на олімпіаді серед юнаків до 16 років. У 2014 році здобув у Єревані бронзову медаль чемпіонату Європи в особистому заліку.
Гросмейстерські норми виконав у таких роках: 2010 (у Петергофі — турнір Петровская Ладья i Санкт-Петербургу — меморіал Михайла Чигоріна), а також 2011 (у Москві — турнір Аерофлот опен–A).
Крім того Володимир Фєдосєєв здобув такі успіхи на турнірах в особистому заліку:
- поділив 1-ше місце в Орші (2008),
- посів 2-ге місце в Петергофі (2008),
- поділив 3-тє місце в Кірішах (2009, позаду Даніїла Дубова i Олександра Шиманова),
- поділив 1-ше місце в Петергофі (2009),
- посів 1-ше місце в Санкт-Петербурзі (2010),
- посів 1-ше місце в Петергофі (2010),
- поділив 2-ге місце в Санкт-Петербурзі (2010, меморіал Михайла Чигоріна, після Ельтаджа Сафарлі, разом із зокрема Іваном Соколовим, Дмитром Андрєйкіним i Олексієм Дрєєвим)[2],
- поділив 2-ге місце в Самарі (2013, меморіал Лева Полугаєвського, позаду Ігоря Коваленка, разом із зокрема Дмитром Бочаровим i Андрієм Харловим),
- посів 1-ше місце в Владивостоку (2013),
- посів 1-ше місце в Сочі (2013, меморіал Олександра Захарова),
- поділив 2-ге місце в Ханти-Мансійську (2013, позаду Дениса Хісматулліна, разом із зокрема Сананом Сюгіровим i Владиславом Артєм'євим),
- посів 2-ге місце на кубку Росії в Ханти-Мансійську (2013, у фіналі зазнав поразки від Дмитра Яковенка)[3],
- поділив 1-ше місце у Варшаві (2014, меморіал Мечислава Найдорфа, разом із зокрема Тиграном Петросяном, Бартоломеєм Мацеєю i Олександром Шимановим)[4],
- посів 1-ше місце в Таганрозі (2015, меморіал Володимира Дворковича)[5],
- поділив 1-ше місце в Дубай (2015, разом із зокрема Іваном Іванишевичем)[6].

Найвищий рейтинг Ело дотепер мав станом на 1 вересня 2014 року, досягнувши 2677 пунктів, посідав тоді 65-те місце в світовій класифікації ФІДЕ, водночас посідав 18-те місце серед російських шахістів.